# Abarema lehmannii
Abarema lehmannii е вид растение от семейство Бобови (Fabaceae). Видът е уязвим и сериозно застрашен от изчезване.

## Разпространение
Разпространен е в Колумбия.